# Jove òrfena al cementiri
Jove òrfena al cementiri, també coneguda com a Òrfena al cementiri, (en francès, (Jeune) orpheline au cimetière) és una pintura del romàntic francès Eugène Delacroix realitzada durant la seva joventut que durant molt de temps ha estat considerat un estudi pel seu posterior La massacre de Quios. Es troba al museu del Louvre, a París.

## Descripció
El quadre mostra el bust d'una noia que mira cap a la dreta, a alguna cosa que és fora del quadre i que no sabem què és. A dreta i esquerra, petites creus i tombes ens indiquen que es troba en un cementiri, o potser devant d'ell. Els contorns de la noia estan traçats amb precisió, fent que ressalti sobre el fons més borrós del cel cobert i del cementiri desolat. La paleta de colors que utilitza, clars i freds, contribueixen al sentiment general de desesperació que emana del quadre.
El rostre i l'escot de la noia estan pintats delicadament, la roba és àmplia i lleugera. La mà, abandonada sobre les cuixes, ja no està pintada amb tanta cura, el fons tampoc, per a portar tota l'atenció al rostre i remarcar la impressió de solitud. A més de la mà, altres detalls mostren l'estat de la noia, la brusa que llisca nuant l'espatlla sense semblar importar-li, o potser no se n'adona, la boca entreoberta i sobretot les llàgrimes que comencen a formar-se al límit de l'ull. La llum també és més forta al rostre i l'escot, i més a la dreta, cap on està girada, que a l'esquerra.

## Estil
Delacroix no tenia la paciència, ni li semblava bé, pintar còpies d'estàtues gregues, com feien els academicistes de la seva època. En canvi, li agradava Rubens i els pintors venecians, i preferia temes plens d'emoció i dramatisme, com correspon als romàntics, i sovint exòtics, que per a ell i els altres romàntics això era orientalistes. En el cas d'aquest quadre, ja abans de conèixer el títol de la pintura, aquesta ens transmet una forta sensació de tristor, que és l'emoció que vol transmetre el pintor. Per en Delacroix, el color era l'ingredient més important de les seves pintures, per això va escollir l'ús de matisos plens de color, on destaquen els pastels, el blanc i taques de colors primaris, en aquest cas el groc i el blau del cel, i també el vermell de les galtes. Aquestes taques de color seran més vives en altres obres. Els seus treballs són lluminosos i plens de moviment, com en aquest cas, on el moviment es crea per mitjà de la nostra mirada, dels ulls de la noia fins més enllà de quadre, on ella mira.